# Paralobella
Paralobella (лат.) — род коллембол из семейства Neanuridae (Lobellini, Neanurinae). Восточная и Юго-Восточная Азия (Китай, Индонезия, Малайзия, Таиланд, Филиппины, Япония).

## Описание
Мелкие ногохвостки с вытянутым телом (2—4 мм). От близких представителей трибы Lobellini отличаются следующими признаками: 3+3 глаза, тело без синего пигмента, бугорки An на голове отделены друг от друга, лабральная хаетотаксия как /2, 2, мандибулы от трехзубчатых до многозубчатых (что может поместить эти виды в Lobella), максилла стилообразная, бугорок Oc с 2-3 волосками, бугорок Fr присутствует, каждый бугорок L на Abd. I—IV с сенсорной сетой, бугорок De на Abd. V с одной сенсорной сетой, а De и Dl разделены или слиты.

## Классификация
Род был впервые выделен в 1984 году французскими энтомологами П. Касаньо и Л. Деарвенг.
Включён в состав трибы Lobellini из подсемейства Neanurinae.
- Paralobella apsala (Yosii, 1976)[5]
- Paralobella breviseta Luo & Palacios-Vargas, 2016[1]
- Paralobella erawan (Yosii, 1976)[5]
- Paralobella khaochongensis (Yosii, 1976)[5]
- Paralobella kinabaluensis (Yoshii, 1981)[6]
- Paralobella kuchierabu Kasai, Hayasaka & Sawahata, 2022[7]
- Paralobella orousseti Cassagnau & Deharveng, 1984[3]
- Paralobella palustris Jiang, Luan & Yin, 2012
- Paralobella paraperfusa (Gapud, 1968)[8]
- Paralobella penangensis (Yosii, 1976)[5]
- Paralobella perfusa (Denis, 1934)[9]
- Paralobella sabahna (Yosii, 1981)[6]
- Paralobella selangorica (Yosii, 1976)[5]
- Paralobella sensilla Jiang et al., 2025[2]
- Paralobella tianmuna Jiang, Wang & Xia, 2018[10]